# Saint-Jean-sur-Couesnon
Saint-Jean-sur-Couesnon (en bretó Sant-Yann-ar-C'houenon) és un municipi francès, situat a la regió de Bretanya, al departament d'Ille i Vilaine. L'any 2006 tenia 1.017 habitants. Limita amb els municipis Saint-Marc-sur-Couesnon, La Chapelle-Saint-Aubert, Vendel, Saint-Georges-de-Chesné, Saint-Aubin-du-Cormier i Mézières-sur-Couesnon.

## Demografia
| 1962                                       | 1968 | 1975 | 1982 | 1990 | 1999 |
| ------------------------------------------ | ---- | ---- | ---- | ---- | ---- |
| 895                                        | 826  | 745  | 729  | 729  | 863  |
| Des de 1962: població sense dobles comptes |      |      |      |      |      |

## Administració
| Període | Identitat        | Partit |
| ------- | ---------------- | ------ |
| 1995-   | Pierre Prodhomme |        |